# Josefina Herrán Puig
Josefina Herrán Puig (Montevideo, 26 d'abril de 1930) va ser la primera dama de l'Uruguai des de 1972 fins a 1976, durant els primers anys de la dictadura militar que va començar amb la presidència del seu marit, Juan María Bordaberry Arocena. Amb ell va tenir nou fills: María, Juan, Martín, Pedro (exministre de Turisme i candidat presidencial), Santiago, Pablo, Javier, Andrés i Ana.
El 1973 va ser elegida com a presidenta de la fundació de Voluntaris de Coordinació Social.